# نيل أرمسترونغ (لاعب كرة قدم كندية، مواليد 1926)
نيل أرمسترونغ (بالإنجليزية: Neill Armstrong)‏ هو لاعب كرة قدم أمريكية ولاعب كرة قدم كندية أمريكي، ولد في 9 مارس 1926 في تيشومينغو في الولايات المتحدة، وتوفي في 10 أغسطس 2016 في تروفي كلوب في الولايات المتحدة.

## وصلات خارجية
- نيل أرمسترونغ على موقع مرجع كرة القدم المحترفة.كوم (الإنجليزية)
- نيل أرمسترونغ على موقع IMDb (الإنجليزية)